# Івановка (Даровський район)
Іва́новка (рос. Ивановка) — селище у складі Даровського району Кіровської області, Росія. Входить до складу Кобрського сільського поселення.
Населення становить 214 осіб (2010, 301 у 2002).
Національний склад станом на 2002 рік — росіяни 98 %.